# Bolfras-Kaserne

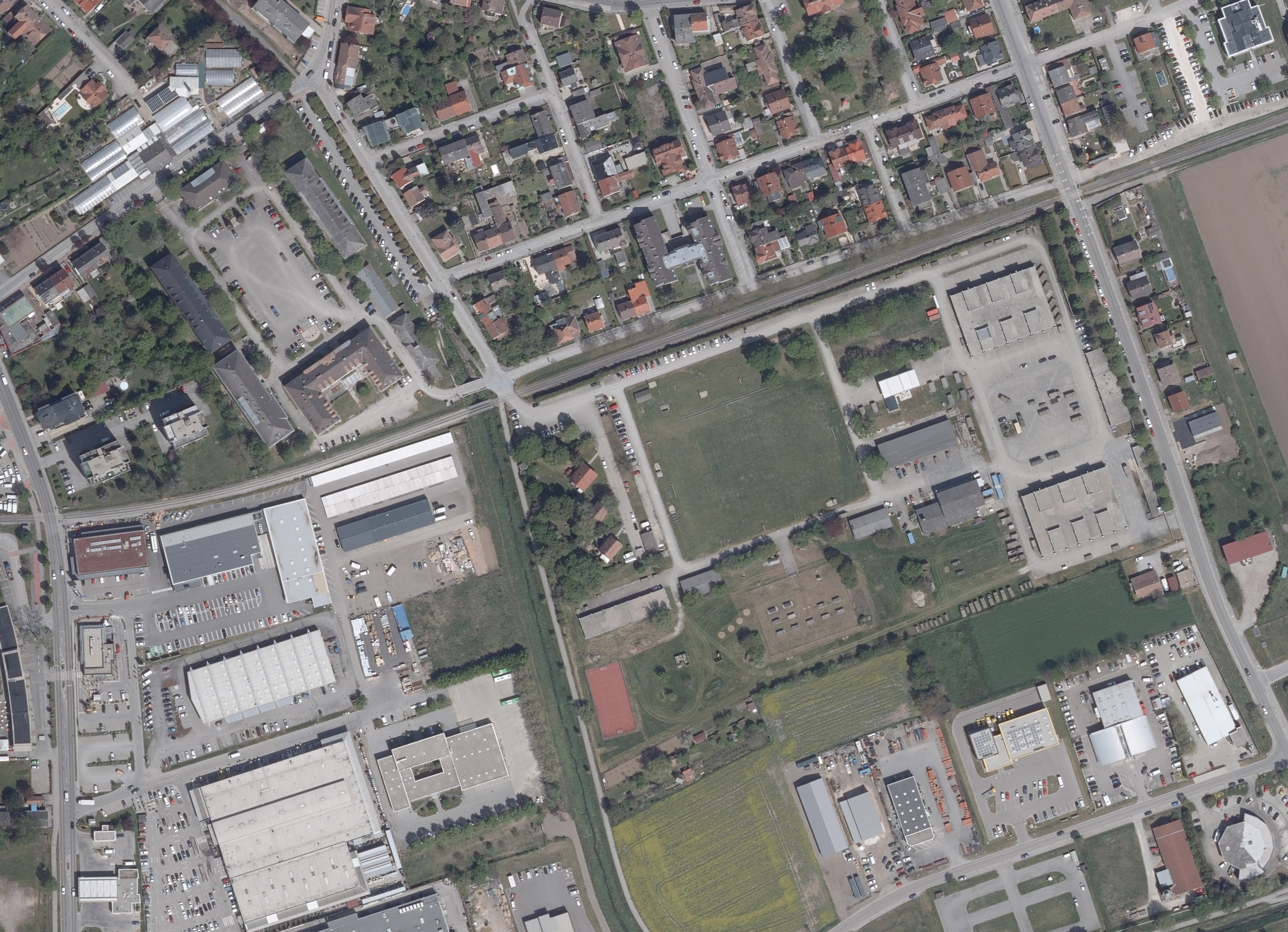
Luftbild der Bolfras-Kaserne

Die Bolfras-Kaserne ist eine Kaserne des österreichischen Bundesheeres in Mistelbach in Niederösterreich. Die Kaserne ist nach dem Generaloberst der österreichisch-ungarischen k.u.k. Armee Arthur von Bolfras benannt. Aktuell ist das Aufklärungs- und Artilleriebataillon 3 der 3. Jägerbrigade in der Kaserne stationiert.

## Lage
Die Bolfras-Kaserne befindet sich im Bezirk Mistelbach am südlichen Stadtrand im Dreieck zwischen den Ortschaften Ebendorf, Lanzendorf und Mistelbach. Das Kasernengelände ist in zwei nicht direkt miteinander verbundene und diagonal liegende Areale aufgeteilt. Die West-Ost Trennung der Bereiche erfolgt durch den nach Süden in die Zaya abfließenden Mistelbach. Die Nord-Süd-Trennung erfolgt durch Gleise der ÖBB Strecke Mistelbach – Hohenau. Die einzelnen Areale sind ca. 22.100 m² (nordwestlicher Bereich) und ca. 59.300 m² (südöstlicher Bereich).

## Geschichte

### Bis 1945
Anfangs wurde dem österreichischen Bundesheer im Staatsvertrag von Saint-Germain-en-Laye (1919/1920) als Berufsheer mit einem Maximalstand von 30.000 Mann festgelegt. Die Bestimmungen wurden bei der Genfer Abrüstungskonferenz 1932 verändert. 1936 wurde die allgemeine Wehrpflicht wieder eingeführt. Niederösterreich hat nach dem Ersten Weltkrieg im Norden an Ausdehnung verloren, der Bezirk Mistelbach wurde zu einem Grenzbezirk.
Mit 14. Juli 1936 kam es zu Verhandlungen zwischen dem Bundesministerium für Landesverteidigung und der Stadt Mistelbach. Mit einem einstimmigen Gemeinderatsbeschluss stellte die Stadt ein baureifes Grundstück und einen Baukostenbeitrag von 100.000 Schilling, die begünstigte Lieferung von Strom und Gas, die Bereitstellung von Wohnungen für Offiziere, Unteroffiziere und Beamte, die Überlassung eines Übungsplatzes mit neun Hektar und die Abtretung des Schießstandes des örtlichen Schützenvereines zur Verfügung. Die Stadt Mistelbach erhöhte die Gemeindeumlage um 100 % um den Baukostenbetrag zu refinanzieren. Die Heeresverwaltung nahm für die Errichtung der Kaserne bei der Wiener Hypothekenanstalt einen Kontokorrentkredit mit 1.400.000 Schilling auf, welcher als Kommunalkredit an die Stadt Mistelbach ging, welche mit 1937 bis 1972 eine Miete beim Bundesheer einheben sollte, bis 1972 die Kaserne lastenfrei in das Eigentum des Bundesheeres gehen sollte.
Die Pläne erstellte die Heeresverwaltung mit Ingenieurgeneral Robert Stetzl. Die Vergabe der Arbeiten sollte an örtliche Firmen ergehen, soweit sie der Vaterländischen Front angehörten und die sozialen Schutzgesetze und Kollektivverträge eingehalten haben. Den Zuschlag erhielt eine Arbeitsgemeinschaft aus Mistelbach und Wien, aus Mistelbach die Firmen J. Dunkl, A. Geyer, A. Schneider, aus Wien die Firmen Universale, Redlich und Berger Bau AG. Die Stadt selbst hat die Zufahrt Haydngasse instand gesetzt, einen Gehsteig angelegt, zwei Frischwasserkläranlagen errichtet, das Grundstück entwässert und mit Strom und Gas erschlossen sowie auf die Einhebung von Gebühren aus der Errichtung verzichtet.
Im Herbst 1937 wünschte die Stadtgemeinde die Benennung der Kaserne nach dem Sieger der Schlacht bei Aspern Erzherzog Karl, zumal des gleichnamige Infanterieregiment 3 (siehe auch: k.u.k. Infanterieregiment „Erzherzog Karl“ Nr. 3) nach der Fertigstellung einziehen soll. Das Ministerium stimmte zu. Die feierliche Einweihung des Bauwerks erfolgte am Sonntag, 9. November 1937, unter anderem im Beisein des Statthalters von Niederösterreich, Julius Kampitsch (1900–1974).
Die Bauabrechnung mit eingehaltenem Budget erfolgte bedingt durch den Anschluss Österreichs an Hitler-Deutschland mit 964.042 Reichsmark und entsprach umgerechnet 1.364.063 Schilling. Die Kaserne fiel in die deutsche Wehrmacht mit dem Wehrkreis XVII (Wien), das Infanterie-Regiment 3 mit dem dritten Bataillon in Mistelbach wurde übernommen und als IR 131 bzw. III/IR 131 der 44. Infanterie-Division unterstellt.
1941 wurde das Kasernenareal durch den Ankauf von 27 Parzellen um sieben Hektar erweitert, 26 Holzbaracken für Lager und Garagen wurden errichtet. Auch eine kleine Kapelle hl. Martin wurde erbaut.
1944 wurden die Kampfverbände an die Panzer-Division Tatra und an eine Kaserne in Nikolsburg abgegeben. Danach wurde die Kaserne von der SS-Kraftfahrschule II und III genutzt. Gegen Kriegsende wurde der Deutsche Volkssturm gebildet, im Raum Mistelbach richtete sich die Panzer-Division Feldherrnhalle mit einer Jägerdivision und Panzerdivision ein. In der Nacht vom 17. auf den 18. April 1945 setzte das 23. Sowjetische Schützenkorps der Roten Armee zum Angriff an und besetzte nach schwachem Abwehrkampf nach wenigen Stunden die Stadt Mistelbach und die Kaserne.

### Ab 1945
Nach dem Österreichischen Staatsvertrag vom 15. Mai 1955 wurde der Rote Stern von der verlassenen Kaserne entfernt. Als am 15. September 1955 der Bundeskanzler Julius Raab Mistelbach besuchte, hatte die Rote Armee die Kaserne bereits verlassen. In der Folge hat die Bundesgebäudeverwaltung II vom Bundesministerium für Handel und Wiederaufbau die Kaserne bis 1958 instand gesetzt und weitere Wohnhäuser für Kaderangehörige errichtet.
1958 zieht die Brigadeaufklärungskompanie 2 aus Neusiedl ein. Es folgte die 3. Aufklärungskompanie. Wenig später wurde die Garnison einem Ausbildungsregiment zugeteilt. Mit der Heeresgliederung 68 wurde die Aufklärungstruppe in Mistelbach neu aufgestellt.
1967 wurden mit einer Verordnung die Kasernen weitgehend umbenannt. Aus der Erzherzog Carl Kaserne wurde die Bolfras-Kaserne, benannt nach Generaloberst Arthur Freiherr von Bolfras.
Die Kaserne wurde 1982 für die Unterbringung einer dritten Kompanie baulich mit einem Unterkunftsgebäude erweitert. 1985 wurde das Garagengelände ausgebaut, dabei wurden die Baracken und auch die Kapelle abgetragen. Dabei ging auch das Altarbild und die Glocke verloren. 1997 wurde das Stabsgebäude baulich mit zwei Baukörpern C-förmig erweitert. In weiterer Folge wurden die Unterkünfte nach dem Pflichtenheft Kaserne 2010 nach den Plänen des Architekten Gerhard Fritz verbessert.
2009 wurde unter Erinnerung an die ehemalige Kapelle ein Glockenturm errichtet. Der neu gestaltete Antreteplatz wurde mit einem Denkmal für verstorbene Kameraden der Bolfras-Kaserne versehen.
Im November 2022 wurde bekannt gegeben, dass die Kaserne in den Bereich des aufgelassenen Munitionslagers „Totenhauer“ verlagert werden soll. 2023 werden dazu die nötigen Widmungs-, Umwelt- und Behördenverfahren eingeleitet sowie Bodenanalysen durchgeführt. Der Beginn der Bauplanung soll 2024 erfolgen, der eigentliche Baubeginn ist für das Jahr 2025 oder 2026 geplant. Das aktuelle Gelände der Kaserne am südlichen Stadtrand soll für die generelle Stadtentwicklung weiterverwendet werden.

## Architektur
Die Kaserne bildet eine kompakte Anlage um einen zentralen Kasernenhof analog zu den zeitgleich errichteten Kasernen in Freistadt und Spittal an der Drau.
Das nördliche Stabsgebäude hat links und rechts zwei Einfahrten in den weiten Hof, welcher südlich mit einem Stabsgebäude mit zwei Flügelbauten abschließt. Westlich und östlich stehen Mannschaftsgebäude, die Ecken wurden offen gelassen.
Die Bauweise erfolgte traditionell als Massivziegelbau mit Holzdachstühlen mit Eternit-Deckung und kleinteiligen Holzkastenfenstern. Die Putzfassade ist glatt, als einziger Schmuck wurden teils Fenster mit zarten Putzbändern und einer abgesetzten Farbgebung horizontal zusammengefasst.